# Бабинські (рід)
Ба́бинські — руський (український) боярський, шляхетський рід, власного гербу Бабинських. Зем'яни у Луцькому повіті Волинського воєводства, Пинському повіті Берестейського воєводства та Овруцькому старостві Київського воєводства, Великого князівства Литовського, Корони Польської. У ХІХ ст., в Острозькому повіті Волинської губернії Російської імперії. Родове гніздо — Бабин. 

## Представники роду
Іва́шко Ба́бинський (зг. 1465 - 1484)
- N Бабинська (пом. до 1484) — шлюб: Андрій Мокосій-Денискович (пом. до 1484). Донька — Євдокія (зг. 1484) — шлюб: Юхно Зенкович.
- Митко́ Ба́бинський (зг. 1506)[1]
  - Семе́н Ба́бинський (зг. 1507 — 1545)[2] — шлюб Марія Чаплич (пом. після 1568)
    - Богдана Бабинська — шлюби: Лев Полоз (діти Євдокія, Софія, Іван). Йосип Немирич (діти Андрій, Семен)
    - Ганна Бабинська — шлюб: Іван Кирдій-Мнишинський (зг. 1579)
    - Андрі́й Ба́бинський (пом. 1589)  — шлюби: NN, Таміла Лозка.
      - Василь Бабинський (пом. до 1620)
        - Петро Бабинський (зг. 1619, 1629) — шлюб: Ядвига Парис (пол. — Paryzowna, пом. ~ 1652)[3]
          - Олександра Бабинська — шлюб: Андрій Єловицький (зг. 1640 — 1670)

        - Ілля Бабинський, (зг. 1616 — 1651) — шлюби: Катерина Конарська, Софія Мнінська, Ганна Рупневська.
          - Іван Бабинський (зг. 1672)
            - Степан Бабинський

          - Петро Бабинський
          - Миколай Бабинський (зг. 1673) шлюб: Ганна Данилівна Єловицька, другий шлюб — Ганна Красносельська.
            - Ілля Бабинський
            - Петро Бабинський — шлюб: Тереза Пуласька
              - Микола Бабинський (зг. 1735) — шлюб Тереза N
              - Лукаш Бабинський (зг. 1735) — шлюб Гертруда Ясениницька
              - Франц Бабинський (зг. 1735) — шлюб Ганна Яроцька
              - Ізабелла Бабинська — шлюб: Гнат Вільгорський (зг. 1719)

            - Олександр Бабинський
            - Олена Бабинська
            - Маріанна Бабинська

      - Катерина Бабинська — шлюби: Іван Іванович Городиський (зг. 1559, 1569, 1572).  Іван, Семен та Степан Городиські. Семен Хребтович-Богуринський.
      - Софія Бабинська — шлюб: Іван Дмитрович Козинський. Діти: Андрій Козинський, Костянтин Козинський — шлюб Галшка Бруяка
      - Лев Бабинський — шлюб Марина Борзобогата Красинська (зг. 1610, 1612, 1616, 1629)
      - Іван Бабинський (зг. 1619 - 1650) — шлюби: Ганна Загоровська, Софія Миньківська, Христина Харлинська.
        - Юрій Бабинський (зг. 1650) від Ганни Загоровської.
        - Олександр Бабинський (пом. до 1650) від Ганни Загоровської.
        - Катерина Бабинська (зг. 1650, 1651)[4] від Ганни Загоровської — шлюб Юрій Гораїн (пом. 1661). Їхні доньки Тереза, Ганна, Софія Гораїни.
        - Марина Бабинська (зг. 20 квітня 1650) — від Софії Миньківської.

      - Костянтин Бабинський (зг. 1588)

Пашко Бабинський (зг. 1466, 1477)  — шлюб Мар'я Долзька (зг. 1477)
- Федір Бабинський
- Тимофій Бабинський
- Мар'я Бабинська
- Тетяна Бабинська

## Представники з невстановленим батьківством
Йосип Бабинський — архімандрит Дорогобузький (зг. 1678).